# Schenectady Open 1991
Lo Schenectady Open 1991 è stato un torneo di tennis giocato sul cemento. È stata la 5ª edizione del torneo, che fa parte della categoria World Series nell'ambito dell'ATP Tour 1991 e della categoria Tier V nell'ambito del WTA Tour 1991. Si è giocato a Schenectady negli Stati Uniti dal 19 al 26 agosto 1991.

## Campioni

### Singolare maschile
Michael Stich ha battuto in finale  Emilio Sánchez con il punteggio di 6–2, 6–4

### Doppio maschile
Javier Sánchez /  Todd Woodbridge hanno battuto in finale  Andrés Gómez /  Emilio Sánchez con il punteggio di 3–6, 7–6, 7–6

### Singolare femminile
Brenda Schultz ha battuto in finale  Alexia Dechaume con il punteggio di 7–6, 6–2

### Doppio femminile
Rachel McQuillan /  Claudia Porwik hanno battuto in finale  Nicole Arendt /  Shannan McCarthy con il punteggio di 6–2, 6–4